# Räude der Maus

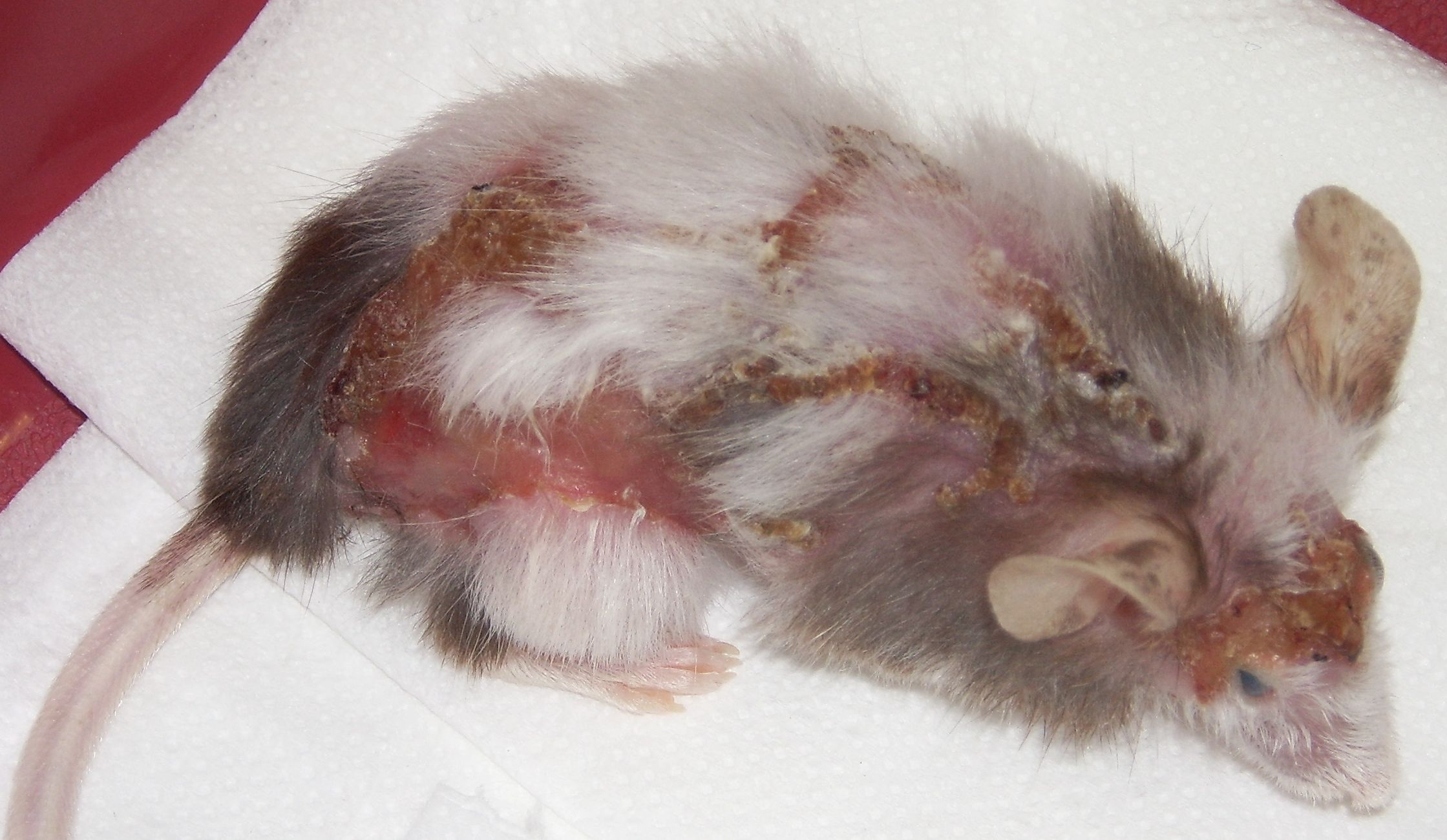
Hochgradige Räude bei einer Farbmaus

Die Räude der Maus ist eine parasitäre Hauterkrankung bei Mäusen, die durch Milben hervorgerufen wird. Am häufigsten kommen Myocoptes musculinus und Myobia musculi vor.
Räudemilben können auch ohne klinische Symptome bei Mäusen vorkommen. Zu einer klinischen Manifestation kommt es vor allem bei Störungen des Immunsystems wie bei schlechten Haltungsbedingungen, Mangelernährung oder bei alten Tieren. Dann können bräunliche Ringe aus Milbenkot und hochgradiger Juckreiz auftreten. Bei Jungmäusen und sehr alten Tieren können eine ulzerierende Dermatitis und Haarausfall auftreten.

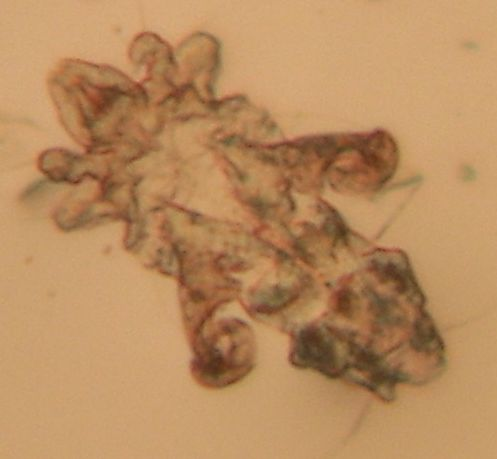
Mikroskopisches Bild einer Räudemilbe des gleichen Tieres

Die Diagnostik erfolgt durch Betrachten der Hautläsionen unter einer starken Lupe oder den Milbennachweis in einem Hautgeschabsel. Zur Behandlung wird zumeist Ivermectin eingesetzt, das auf der Haut aufgetropft oder unter die Haut gespritzt werden kann. Eine einmalige Behandlung ist zumeist ausreichend.